# Altar of I
Altar of I ist eine österreichische Melodic-Death-Metal Band aus Klagenfurt am Wörthersee.

## Geschichte und Stil
Altar of I wurde 2016 gegründet, um eine moderne Kombination aus Metalcore und melodischem Death Metal zu schaffen. Mit einigen Besetzungswechseln und im Laufe der Jahre begannen die Musiker, ihren Stil zu definieren. Sie mischen aggressiven und melodischen Death Metal mit atmosphärischen und progressiven Elementen, unterlegt mit Vocals, der von Growling über Screaming bis hin zu cleanem Gesang reicht. Ihre Texte behandeln soziale und politische Themen mit einem philosophischen Ansatz.
Nachdem sie in Österreich auf einigen Festivals und mit Bands wie Irdorath und Carnifex gespielt haben, nutzten sie die Zeit während der COVID-19-Pandemie um ihr Album Human Resources fertigzustellen. 2022 haben sie beim spanischen Label Art Gates Records unterschrieben. Nach einer veröffentlichten EP (2019) und einigen Single-Veröffentlichungen erschien am 3. März 2023 ihr erstes Album Human Resources.

## Diskografie
- 2019: Identity (EP)
- 2020: Immersion (Single)
- 2020: Ressurection (Single)
- 2020: Apple Tree (Single)
- 2023: Wendigod (Single)
- 2023: A.I. (Ad Infinitum) (Single)
- 2023: Ex Umbra in Solem (Single)
- 2023: Human Resources (Album)